# Kerrill
San Kerrill, nacido Caireall mac Curnain fue un misionero cristiano en lo que ahora es el este del Condado de Galway, Irlanda. Vivió a finales del siglo V.

## Orígenes
Caireall mac Curnain pertenecía al pueblo de los Soghain, específicamente aquellos ubicados en el reino de ese nombre en lo que ahora es el este del Condado de Galway. Dubhaltach Mac Fhirbhisigh los identificó como parte de un grupo más grande llamados los Cruthin, y declaró de ellos:
"De los Cruithin de Irlanda están los Dál Araidhi (Dál nAraidi), los siete Lóigisi de Leinster, los siete Soghain de Irlanda, y cada Conaille [véase Conaille Muirtheimne ] que se encuentra en Irlanda."
Los Soghain de Connacht fueron descritos por Seán Mór Ó Dubhagáin en su poema Triallam timcheall na Fodla donde afirma que:
"Los seis Sogain no debemos rehuir/sus reyes no olvidan/Buenos anfitriones en las expediciones de saqueo/a quien el Sogain armado de lanza es hereditario."
Mientras el Gran Libro de Lecan enumera sus seis clanes como Cinel Rechta, Cinel Trena, Cinel Luchta, Cinel Fergna, Cinel Domaingen y Cinel Deigill.
La genealogía de Kerrill se da como Caireall mac Curnain mac Treana mac Fionnchada mac Nair mac Earca mac Tiobraide mac Sodhain Salbhuidhe mac Fiacha Araidhe. Su abuelo, Treana mac Fionnchada, era el epónimo de los Cinel Trena, que aparentemente se ubicaban cerca de Knockma como evidencia el nombre de lugar Tír Mhic Trena (la tierra de los hijos de Trena).

## Misión
La tradición local mantiene que San Patricio realizó un extenso trabajo misionero entre los Soghain. Kerrill fue discípulo de San Benan de Kilbennan, Tuam. Benen nació en Tír Ailill, Condado de Sligo, aunque su madre era de Kilbennan. El abuelo de Benen, Lughaidh mac Netach, le dio su fortaleza en Kilbennan a San Patricio para establecer un fuerte al mando del cual colocó a Benen, que estableció una escuela para instruir evangelistas.
Kerrill aparentemente estaba con Patricio cuando fundó una iglesia en Tawnagh, Lough Arrow. Patricio ordenó a Kerrill obispo y lo puso al cargo de Tawnagh. También dirigió a las monjas que estaban bajo el cuidado de Mathona, hermana de Benen.
Kerrill más tarde fue enviado a Soghain, la mayor parte del cual Patricio al parecer se había reservado para evangelizar.
Las leyendas sobre Kerrill incluyen su lucha con un Oll-phéist (serpiente terrible) que estaba devastando el área de Cloonkeen. Según Joseph Mannion la historia en realidad "es un eco de la enorme lucha que tuvo lugar entre el cristianismo y el paganismo y la derrota del Oll-phéist por San Kerrill simboliza su éxito como misionero cristiano en el área. El  monstruo en cuestión, con toda probabilidad, se refiere a alguna deidad pagana que era adorada en esta zona en tiempos precristianos ... Se cuentan muchas historias similares ... En diferentes lugares del país." Un evento común en las biografías legendarias de muchos santos, sobre todo misioneros y evangelizadores, de inicios del cristianismo y la Alta Edad Media donde se enfrentan a diversas bestias, serpientes y dragones; el santo (representación del cristianismo) vence a la alimaña (representación del paganismo), simbolizando la supresión de la figura y culto o, en el mejor de los casos, su cristianización.
Kerrill es retratado manteniendo una rivalidad con San Connell, cuyo territorio eclesiástico limitaba con el de Kerrill. Connell fue posteriormente confundido con Conainne, una misionera y fundadora de Kilconnell.
Un milagro que se cuenta de Kerrill declara que su intercesión mediante la oración permitió a Cianóg ní Cicharáin quedar embarazada después de varios años de matrimonio sin hijos. Tuvo dos hijas, que fueron las antepasadas respectivas de Brian Boru y los Ó Conchobair, reyes de Connacht.
Kerrill fue lo suficientemente importante como para ser calificado como el segundo Patricio de ese quinto (provincia).
Hay una iglesia católica del siglo XIV llamada Cille Choirill en Glen Spean, norte de Ben Nevis, en el distrito de Lochaber en las Tierras Altas de Escocia. La tradición local mantiene que fue nombrada por San Kerrill, que creen evangelizó el área antes de regresar a Clonkeenkerril en el este de Galway. Aunque los estudiosos dudan de la conexión entre los irlandeses Cruithin y los pictos escoceses.